# Жижмор, Макс Яковлевич
Макс Яковлевич Жижмор (1888, Гродно — 1936) — русский советский поэт, драматург.

## Биография
Сын еврейского поэта и бадхена Якова Ильича Жижмора и портнихи Мнухи Лазаревны Пиковер. Печататься начал в 1906 году. В 1908—1909 годах публиковался в альманахе «Венок» при журнале «Весна», в газете «Речь». В 1911 году поступил на экономический факультет Киевского коммерческого института (окончил в 1915 году). Был знаком с Эрихом Голлербахом и с 1917 года состоял с ним в многолетней переписке.
С 1918 года был связан с пролеткультом, работал завлитчастью «Красного Пути», сотрудничал в ассоциации пролетписателей, «Космисте» и журнале «Просвещенец», занимался организацией лекций и редакционной работой. Участвовал в создании Союза пролетарских писателей и в работе журнала «Грядущее», в 1921 году — в устном журнале политпросвета 7-й армии, «Вечерах пролетарской поэзии». В 1922 году был издан его единственный сборник стихов «Шляпа. Куцопись». Опубликовал также несколько пьес, в том числе «Фигуры» (1924), «Бетховен» (1926), «Убийство Столыпина» (с В. Бернштамом и Л. Вивьеном, 1927), В те дни, когда" («Гроб», драма в 4-х актах, 1927), «Джиоконда» (1927), «Золотые скорпионы» (с П. Арским, в 5 актах по роману О. Генри «Короли и капуста», 1929), «Атака» (в 4 актах, с К. Недосекиным, 1931), «В царской застенке» («Не покорюсь», с С. Сутугиным, 1932), «Две клятвы» (1932), «Шекспир (маска Ретлэнда)», 1932), «Вождь» (1933), написал к ним музыку.
«Бетховен» был поставлен в 1927 году в Передвижном театре П. П. Гайдебурова и Н. Ф. Скарской, с Павлом Гайдебуровым в главной роли; постановка стала самым заметным событием в творческой жизни этого театра. Эта же пьеса стала важной вехой в творческой карьере Павла Орленева, Михаила Астангова, Евгении Карповой, Эдвина Фейертага и других актёров. Отмечается, что М. Я. Жижмор использовал редкий для русской поэзии тип квинтернарной скользящей рифмовки.
Умер в июле 1936 года от туберкулёза.

## Семья
Брат — живописец Илья Яковлевич Жижмор (1879—?). Дядя, Вольф Лазаревич Пиковер, был управляющим аптекой в Кузнецке Саратовской губернии.

## Книги
- Звезда. Трибуна Пролеткульта: Сборник стихотворений пролетарских поэтов. Пг.: Пролеткульт, 1922.
- Птица. Трибуна Пролеткульта: Сборник стихотворений пролетарских поэтов. Пг.: Пролеткульт, 1922.
- Шляпа. Куцопись. Петроград: Типо-литография Народного комиссара путей сообщения, 1922.
- Музыка к пьесе. Стройка: Литературно-художественный альманах. Кн. 1. Л.: Прибой. 1924.
- Фигуры. Пьеса в 3-х действиях с музыкой автора. Стройка: Литературно-художественный альманах. Л.: Прибой, 1924.
- Новая эстрада (сборник): сценки, монологи и дуэты для клубного и эстрадного исполнения. Авторы: Р. Волженин, П. Арский, Д. Цензор, М. Жижмор. Л.: Издание Московского общества драматических писателей и композиторов, 1925.
- В те дни когда… (Гроб). Драма о еврейском погроме. М.—Л.: МОДПИК, 1927.
- Бетховен. М.—Л.: МОДПИК, 1927.
- Шекспир (маска Ретлэнда). Трагедия в 3-х действиях. С предисловием А. А. Смирнова. Л.—М.: Государственное издательство художественной литературы, 1932